# Тибо, Виллем
Виллем Тибо, или Виллем Виллемс Тибу (нидерл. Willem Thibaut, Tybaut, Tibout, 1524, Харлем — 1597, Харлем) — голландский рисовальщик, гравёр и живописец по стеклу, мастер витража эпохи голландского золотого века.

## Биография

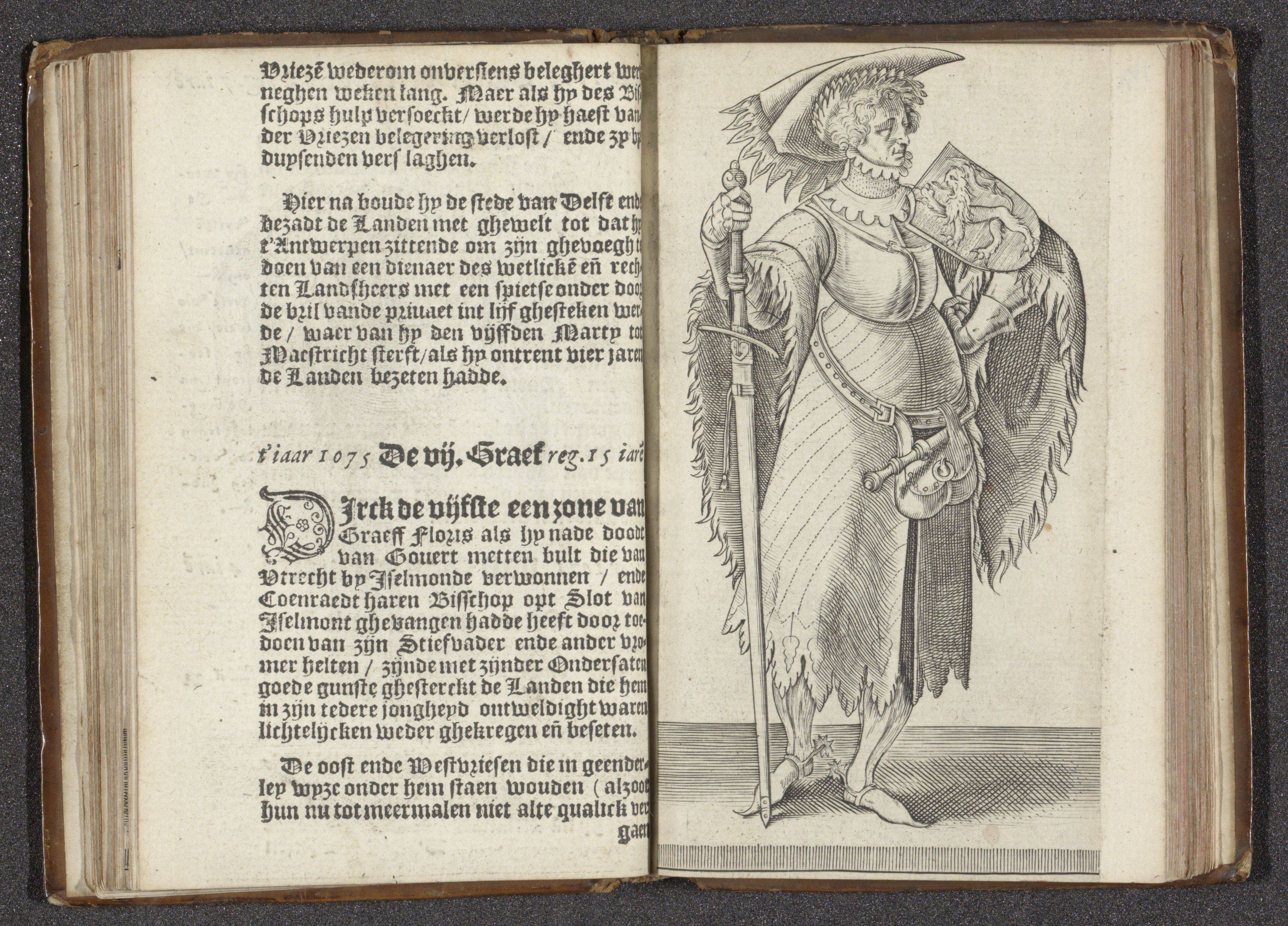
Граф Дирк V Голландский. Издание «Графы Голландии и Зеландии, лорды Фрисландии с их подлинными иконами, от Теодориха Аквитанского до Якова Баварского…». 1578

Биографических данных о художнике сохранилось крайне мало. Известно, что он жил и работал в Харлеме и в 1570 году создал рисунки для двух витражей церкви Синт-Янскерк в Гуде (провинция Южная Голландия). Известно также, что Арнольд Хоубракен, автор знаменитых «Жизнеописаний нидерландских художников и художниц» (1718—1721) не понимал, почему Карел ван Мандер не включил в свою «Книгу о художниках» мастеров живописи по стеклу. Тибо был настолько известен, что голландский историк и поэт Самуэль Ампцинг, восхвалявший Харлем, не мог не заметить о художнике: «Как виртуозно он мог писать на стекле!».
В 1569 году совместно с Филиппом Галле Тибо был создателем серии из шести гравюр для издания «Графы Голландии», которая в 1578 году была переиздана Филиппом Галле и Мишелем Фосмиром (1578—1616) в Антверпене. Эта серия была также издана Корнелисом ван Алкемаде в 1699 году вместе с переизданием книги Мелис Стоук «Голландские ежегодники» (Hollandse Jaar-Boeken of Rijm-Kronijk). Дополнение к названию поясняет, что гравюры были созданы на основе фресок, найденных после осады Харлема в монастыре кармелитов. Эти фрески были скопированы Тибо и использованы для создания серии витражей в Лейдене, которые сейчас находятся в городском Музее Лакенхал.
По сведениям Дирка Корнхерта Тибо дружил с Мартеном ван Хемскерком и создавал для Корнхерта гравюры с аллегорическими нравоучительными композициями. Эти гравюры в 1556—1557 годах были опубликованы Иеронимом Коком.

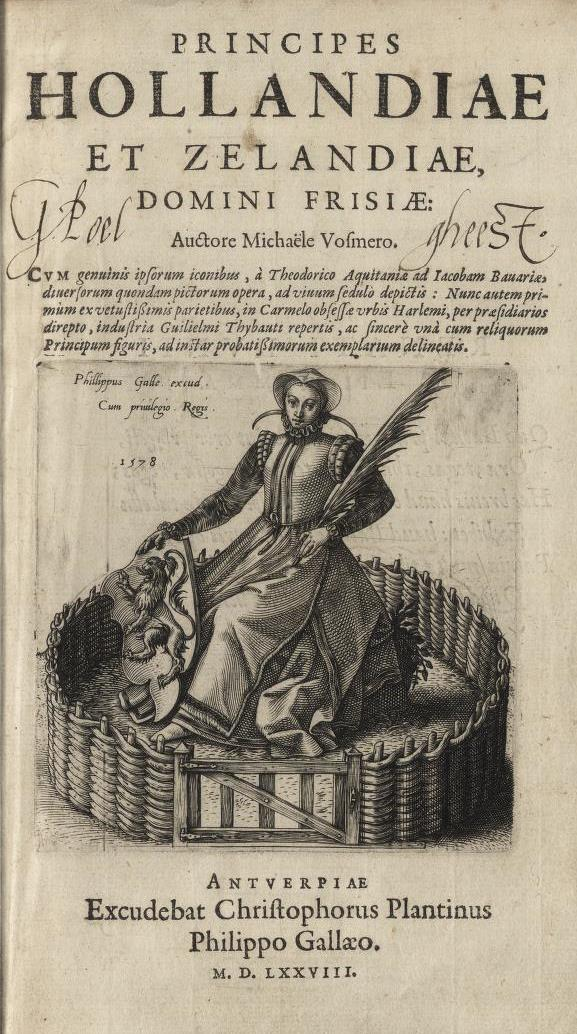
Титульный лист издания «Графы Голландии и Зеландии». 1578
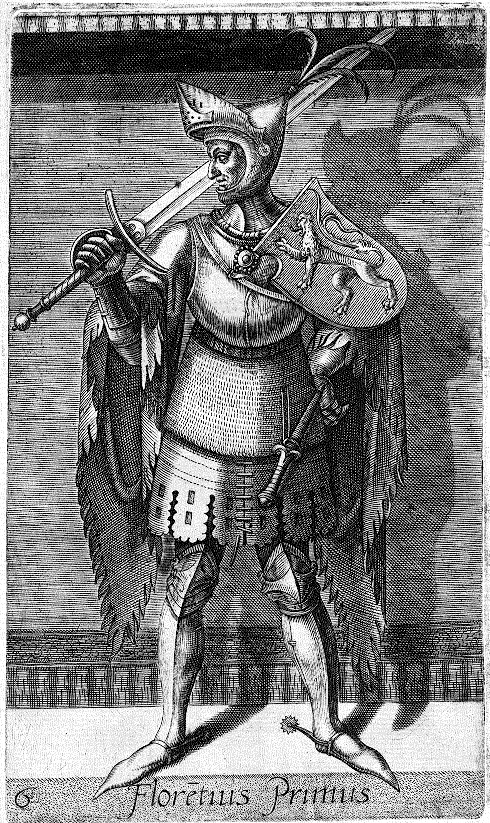
Флоран Голландский. Гравюра издания «Графы Голландии и Зеландии». 1578
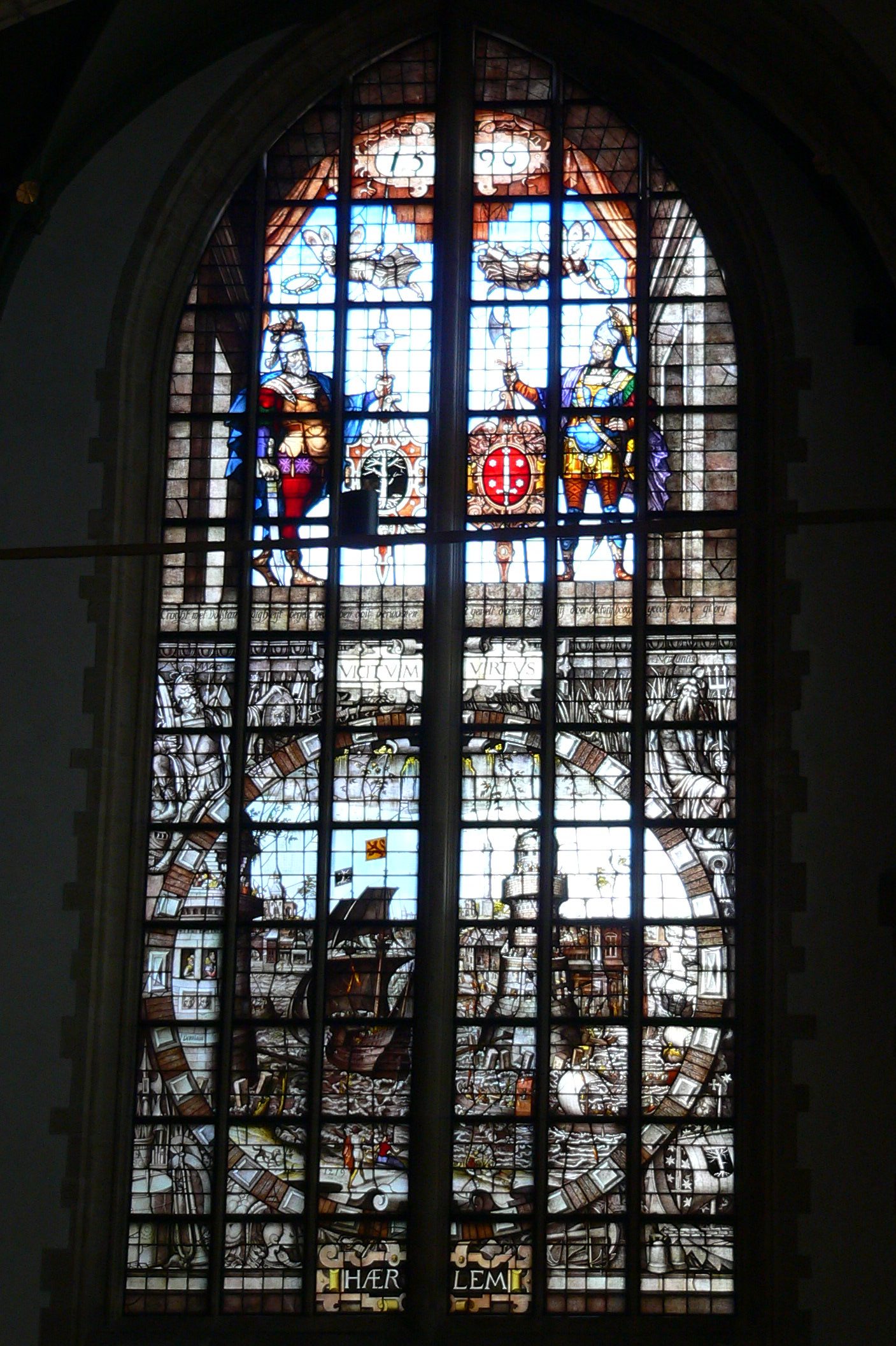
Витраж церкви Синт-Янскерк. 1570. Гуда, Южная Голландия
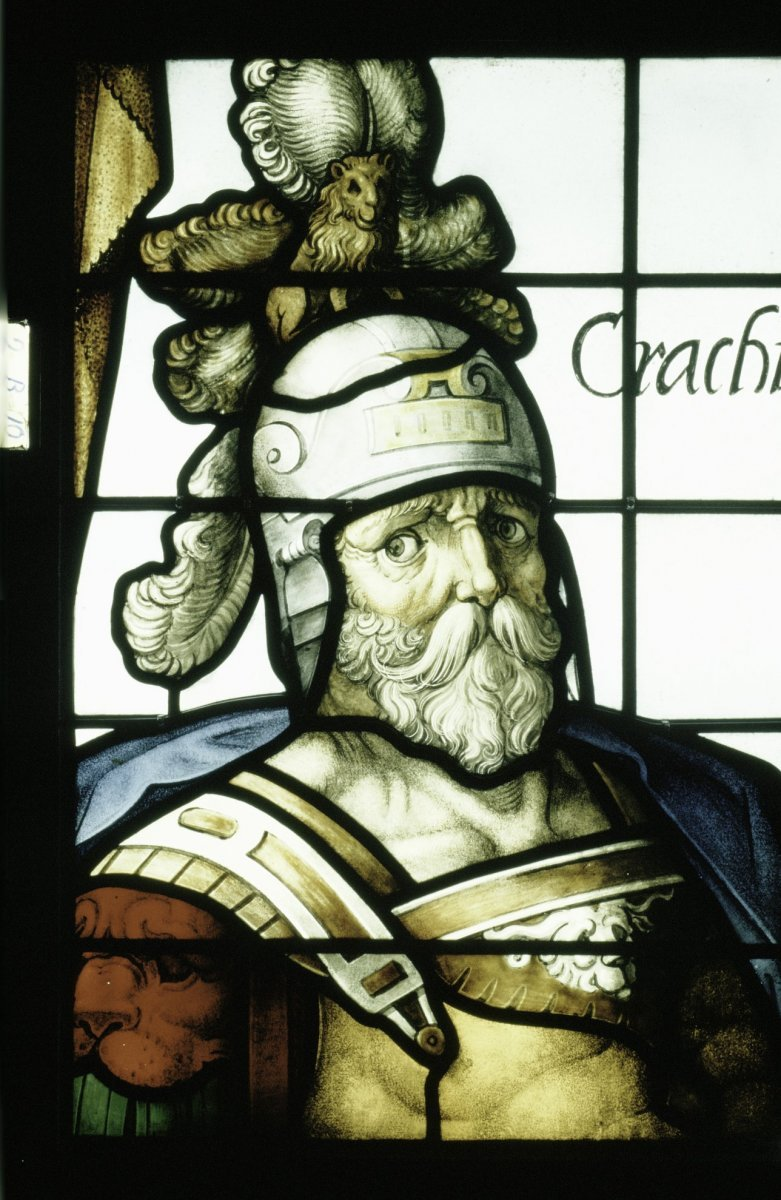
Деталь витража церкви Синт-Янскерк
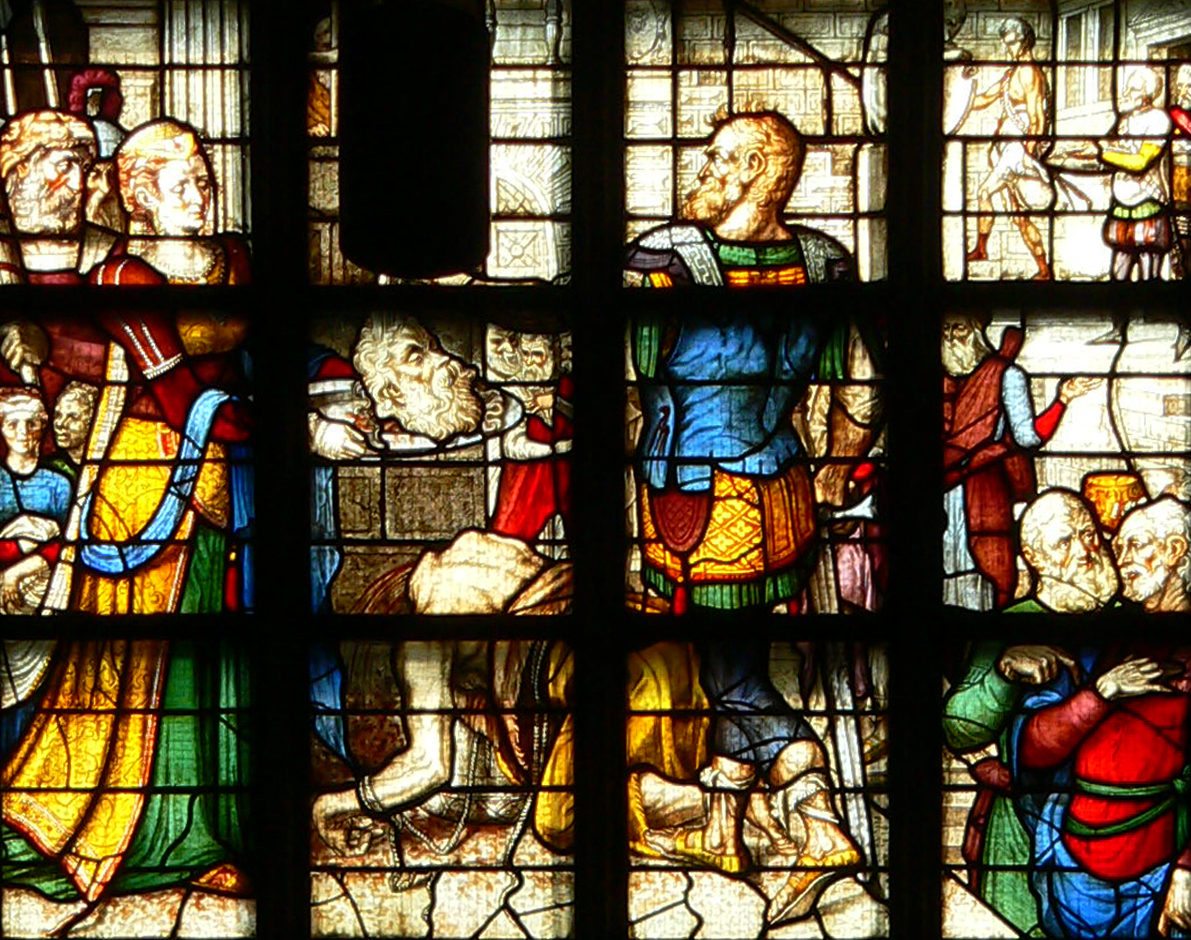
Обезглавливание Иоанна Крестителя. Деталь витража
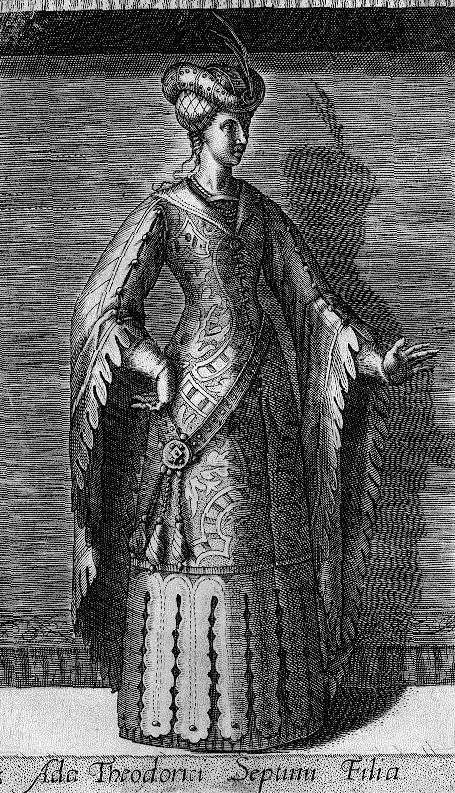
Aда Голландская. Гравюра издания «Графы Голландии и Зеландии». 1578
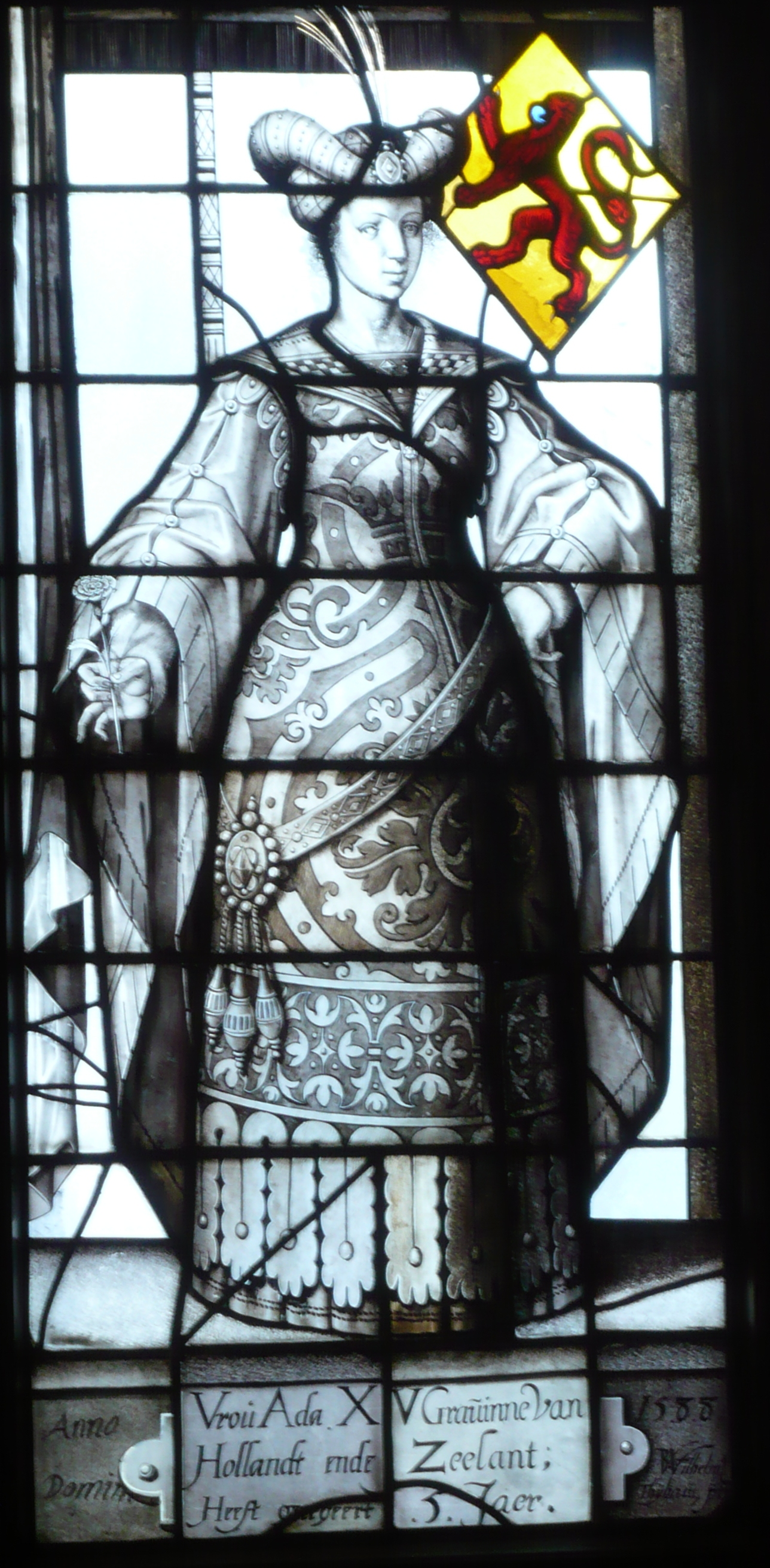
Ада. Витраж. Музей Лакенхал, Лейден